# Tetranthera consimilis
Tetranthera consimilis là loài thực vật có hoa trong họ Nguyệt quế. Loài này được Nees miêu tả khoa học đầu tiên năm 1831.